# Rolf Heim
Rolf Heim er en schweizisk teaterinstruktør, der bor i Danmark. Han stod bag opsætningerne Nick Cave teaterkoncert (Aarhus Teater 2006) og Gasolin' teaterkoncert (Aalborg teater 2008). Han ledte sammen med Claus Beck-Nielsen teatret 20th Century Ghost. I 2023 tiltrådte Rolf Heim som teaterdirektør på Vendsyssel Teater.
Rolf Heim modtog Reumertprisen for Årets Instruktør i 2016.